# Droga (pismo niezależne)
Droga – wydawane poza cenzurą pismo Ruchu Obrony Praw Człowieka i Obywatela, a potem Konfederacji Polski Niepodległej.
Nazwa pisma nawiązywała do nazwy pisma piłsudczyków wydawanego w okresie międzywojennym.
Pierwszy numer "Drogi" (czerwiec–lipiec 1978) ukazał się po usunięciu Leszka Moczulskiego z "Opinii". Numery 1–9 wydano jako pismo ROPCiO, od numeru 10. było to pismo KPN. Wskutek długotrwałego uwięzienia przywódców KPN (1980–1984, 1985–1986) pismo wydawane było nieregularnie. W 1989 ukazał się ostatni (29.) numer.
Wydawcą "Drogi" było Wydawnictwo Polskie.
W 7 numerze "Drogi" ukazał się programowy tekst Leszka Moczulskiego będący później nieoficjalnym programem KPN – Rewolucja bez rewolucji.
Pod własnym nazwiskiem publikowali w "Drodze" m.in. Leszek Moczulski, Jerzy Gren, Wanda Chylicka i Jacek Bartyzel.